# Аматорське рибальство в Україні

Аматорське рибальство в Криму

Риболовля в Україні — одне з найпопулярніших хобі. Згідно з результатами досліджень TNS, в Україні проживає більше 3,3 млн рибалок. Серед любителів порибалити 76,9 % — чоловіки і 23,1 % — жінки.

## Водойми і риби України

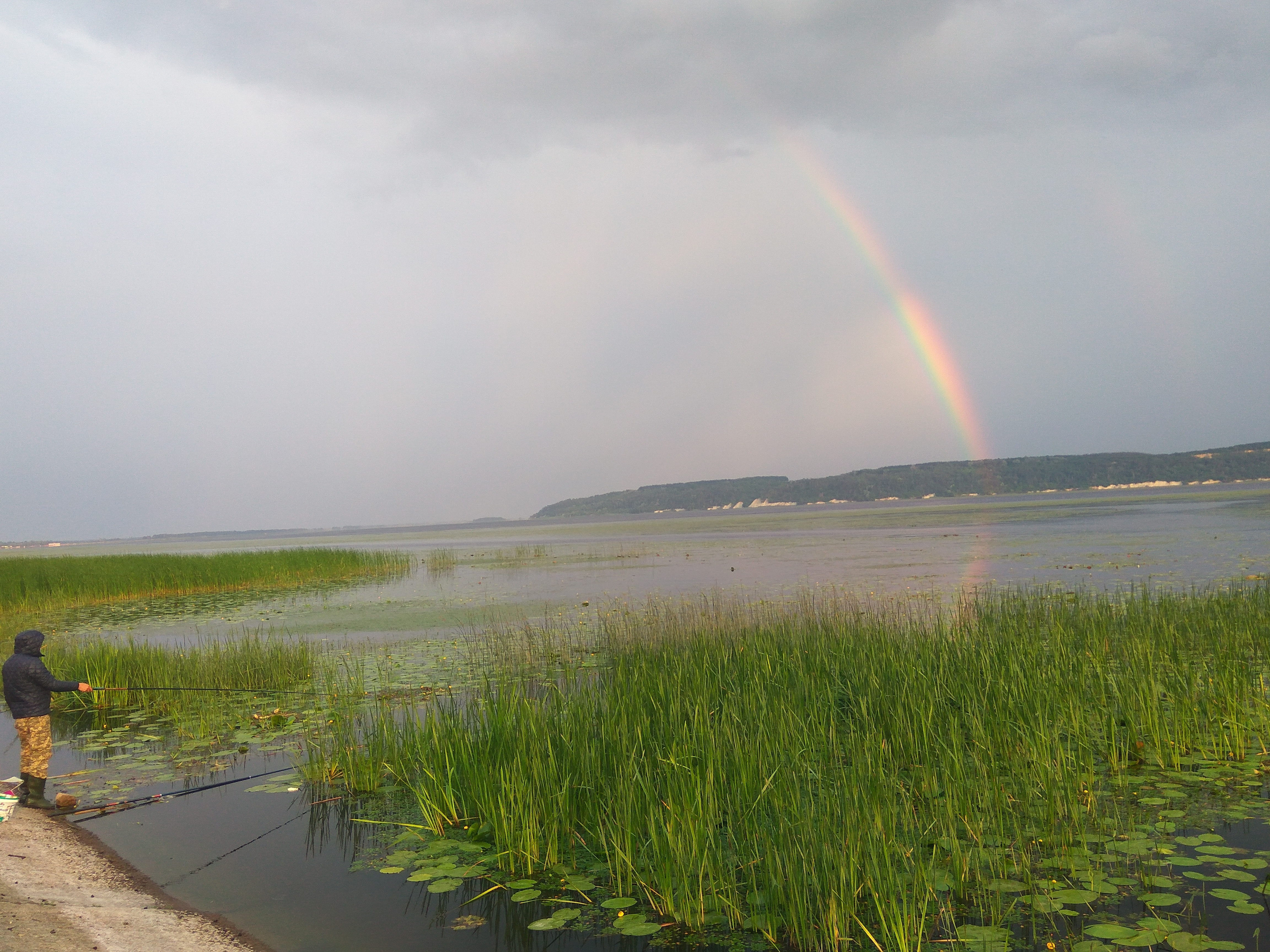
Рибак на Дніпрі, Київщина

Територією України протікає більш 22,5 тисяч річок, загальна довжина яких становить близько 170 тисяч км.
Переважна більшість річок України належать до басейнів Чорного моря та Азовського моря — лише кілька приток Вісли, витоки яких знаходяться в Україні, належать до басейну Балтійського моря.
До найзначиміших річок України відносять:
- р. Дніпро (притоки Прип'ять, Десна, Тетерів, Рось, Сула, Псел, Ворскла)
- р. Сіверський Донець — найбільша річка східної частини України.
- р. Південний Буг.
- р. Дністер.
- р. Тиса
- р. Дунай.

Також, Україна багата озерами — всього на території України розташовано понад 7 тис. озер, загальною площею понад 2 тис.км². Чимало озер розташовано в заплавах Дунаю (Ялпуг, Катлабух), Дніпра, Десни, Прип'яті. На узбережжях Чорного та Азовського морів розташовані озера Сасик, Шагани, Алібей та озера-лимани — Куяльницький, Хаджибейський. У Волинському Поліссі багато карстових озер (Світязьке, Пулемецьке та ін.). В Українських Карпатах найвідоміше легендарне озеро Синевир .
В Україні також є 23 тис. штучних ставків та водосховищ, серед них найбільші:
- Кременчуцьке водосховище (площа 2250 км²),
- Каховське водосховище (площа 2155 км²),
- Київське водосховище (площа 922 км²),
- Кам'янське водосховище (площа 567 км²).

## Риби України
Іхтіофауна України достатньо різноманітна.
- У Чорному морі налічується практично 170 видів та підвидів лише морських риб (з урахуванням річкових риб, які іноді потрапляють в море, їх кількість становить 180—190), в Азовському морі трохи менше — близько 115. Серед них найвідоміші: тюлька та бички (більше 10 видів), шпрот, або кілька, мерланг, глоса, катран, морська лисиця, лосось чорноморський, хамса, ставрида, султанка, скумбрія, пеламіда, калкан, морський карась, морський йорж, кефаль, та цінні — білуга і осетер.

- Будівництво каскаду водосховищ істотно вплинуло на видовий склад та чисельність риб у Дніпрі. Їхня кількість у водосховищах збільшується з півночі на південь, складаючи в Київському, Канівському та Кременчуцькому по 50 видів, Кам'янському — 52, Запорізькому — 51, Каховському — 57 видів та підвидів. Найчисленніші види риб: тюлька, щука, плітка, в'язь, краснопірка, амур білий, білизна, лин, верховодка, густера, лящ, синець, пічкур, чехоня, карась сріблястий, короп, білий та строкатий товстолоб, сом, судак, окунь, бички.

- У Дунаї водиться близько 100 видів риб. Найпоширеніші: прохідний чорноморсько-азовський оселедець, карась сріблястий, короп, лящ, сом і краснопірка. Рідше трапляються білуга, осетер, севрюга, щука, плітка, жерех, рибець та судак. Стали звичними і такі види, як сонячний окунь (синьозябровий сонячний окунь), амур білий, амур чорний, товстолобики, чебачок амурський.

- З 75 видів та підвидів риб, що мешкають у Південному Бузі, найцінніші: вусань дніпровський, білизна, головень, підуст, сом, судак, минь, короп, лящ, плотва, йорж, густера, карась сріблястий, карась звичайний, уклея, окунь, щука.

- У Дністрі переважають прісноводні (41 вид), соленоводні (10 видів) та бичкові риби (16 видів). Найбільшу чисельність мають не більше 20-23 видів, зокрема: лящ, короп, судак, плітка, чехоня, карась сріблястий, щука, густера.

- Іхтіофауна Сіверського Донця — це 45 представників видів та підвидів примітивних рибоподібних тварин міног і риб. Найпоширеніші уклея, плотва, лящ, піскар, карась сріблястий, рибець, окунь, бички (три види).

## Законодавство
Спортивна та аматорська риболовля в Україні здійснюється відповідно до Правил аматорської та спортивної риболовлі України.
На водоймах загального користування дозволяється забирати улов вагою від 3 кг до 5 кг (в залежності від особливостей водойми). Риболовля дозволена лише спортивними снастями — категорично заборонені сітки, електровудки, вибухові та отруйні речовини. Не так давно була посилена адміністративна та кримінальна відповідальність за браконьєрство. 2010 року Президент України, Віктор Ющенко підписав Закон «Про внесення змін до деяких законодавчих актів України з питань мисливського господарства, полювання, охорони, використання та відтворення тваринного світу».

## Розвиток культури спортивної риболовлі
З 2002 року в Україні діє Федерація риболовного спорту України (ФРСУ). За своїм статутом ФРСУ — всеукраїнське громадське об'єднання. ФРСУ зареєстрована в Держкомспорті України при відділі неолімпійських видів спорту, з моменту свого утворення є повноправним членом Міжнародної федерації зі спортивної ловлі риби в прісній воді (FIPS ed). ФРСУ уповноважена проводити змагання національного масштабу — Чемпіонати та Кубки України, а також формувати і направляти збірні країни на Чемпіонати світу та Європи.
З 2006 року в Україні діє Товариство рибалок України — ВРГО «Громада Рибалок України» (ГРУ). Риболовно-спортивний клуб «ГРУ» провів ряд семінарів, навчивши понад 100 суддів різних категорій. ГРУ декларує пріоритетом своєї діяльності — боротьбу з браконьєрством та зарибнення водойм. ВРГО «ГРУ» представлена в 23 регіонах України і об'єднує у своїх лавах понад 4200 чоловік.

## Спортивні досягнення українських рибалок
2009 рік став для риболовного спорту України справжнім проривом. На VI чемпіонаті світу з підльодного лову, який проходив в  Польщі  14,15 лютого, команда України виборола золото. Олексій Зайко виборов бронзову медаль в особистому заліку. Вперше в історії українські спортсмени-рибалки стали володарями золотих медалей міжнародної організації спортивного рибальства FIPSed.
Склад збірної команди України з підльодного лову в 2009 році:
- Дмитро Корзенков (м. Київ, капітан),
- Олексій Зайко (м. Дніпропетровськ),
- Іван Щевич (м. Рівне),
- Богдан Дем'янчук (м. Рівне),
- Сергій Машенцев (м. Чернівці),
- Сергій Байталоха (м. Київ, запасний),
- Віталій Левченко (м. Київ, тренер).

У жовтні 2009 року на чемпіонаті світу з ловлі хижої риби спінінгом з човна, що пройшов у Казахстані, українські спортсмени-спінінгісти вибороли золоті медалі як в командному, так й в особистому заліках. За два дні змагань українські спортсмени зловили 480 риб загальною вагою 186,92 кг риби і з сумою місць 10 балів стали чемпіонами світу. Олександр Слободянюк та Олег Демидко вибороли золоті медалі в особистому заліку. Склад збірної команди спінінгістів України 2009 :
- Володимир Солодовников (м.  Херсон, капітан команди),
- Олег Антонюк (м. Вінниця),
- Олександр Слободянюк (м. Ізюм),
- Олег Демидко (м. Ялта),
- Андрій Дикун (м. Київ),
- Олександр Клюкин (м. Харків).

У лютому 2011 року на території України вперше було проведено Чемпіонат світу з риболовлі. Змагання традиційно пройшли під егідою Міжнародної Федерації риболовного спорту (FIPSed), що об'єднує у своїх лавах майже 100 країн. Спортсмени-рибалки з 14 країн зібралися на Печенізькому водосховищі (Харківська область), щоб поборотися за звання найкращого в мистецтві підлідного лову. Чемпіоном світу з підльодного лову у 2011 році стала команда України. Друге місце посіла команда Польщі, а третє — спортсмени з Латвії. В особистому заліку здобув перемогу киянин Дмитро Корзенков. Друге місце в особистому заліку виборола латвійська спортсменка Рита Верза-Грабовська, третє місце зайняв український спортсмен Олексій Зайко з Дніпропетровська.
У 2011 році команда України виборола срібло на Чемпіонаті світу з ловлі фідером, який проходив з 1 по 2 вересня в місті Перуджа (Італія). В особистому заліку золотим чемпіоном світу став киянин Олексій Страшний, бронзовим призером — спортсмен із Дніпропетровська Боєв Олег.
Команда України виборола срібло на IX Чемпіонаті світу з підлідної ловлі, який проходив у Казахстані на Капчагайському водосховищі з 5 до 12 лютого 2012 року. Золото у міжнародних змаганнях завоювала команда Білорусі, при цьому українські спортсмени лише на 1 очко поступилися переможцям. Бронзу виборола команда з Польщі. Латвія і Литва зайняли відповідно 4-е і 5-е місце, Росія — 6-е місце.
До збірної України на «Чемпіонаті світу з підльодного лову — 2012. Казахстан» увійшли:
- Терещук Олександр Владиславович
- Левченко Віталій Васильович
- Корзенков Дмитро Вікторович
- Новгородський Денис Миколайович
- Щевич Іван Павлович
- Зайко Олексій Миколайович

Збірна України у складі Коноваленко Олега, Мельника Андрія, Корзенкова Дмитра, Лисиці Олексія, Полякова Володимира, Красовського Андрія та Демидко Олега виграла V Чемпіонат Світу з ловлі хижої риби спінінгом з човна, який проходив в Херсонській області з 3 до 7 жовтня 2012 року.